# Lamotte-Brebière
Lamotte-Brebière település Franciaországban, Somme megyében. Lakosainak száma 244 fő (2022. január 1.). Lamotte-Brebière Blangy-Tronville, Bussy-lès-Daours, Camon, Daours, Glisy és Vecquemont községekkel határos.

## Népesség
A település népességének változása:
| Lakosok száma | 236  | 232  | 231  | 222  | 218  | 216  | 212  | 228  | 244  |
|               | 2013 | 2015 | 2016 | 2017 | 2018 | 2019 | 2020 | 2021 | 2022 |